# Provinciale Parlement van de West-Kaap
Het Provinciale Parlement van de West-Kaap (Engels: Western Cape Provincial Parliament; Afrikaans: Wes-Kaapse provinsiale parlement; Xhosa: iPalamente yePhondo leNtshona Kapa) is de volksvertegenwoordiging van de West-Kaap, een Zuid-Afrikaanse provincie.
Het Provinciale Parlement van de West-Kaap wordt middels algemeen kiesrecht gekozen en telt 42 zetels. De grootste partij in het parlement is de Democratic Alliance (DA), die ook de regering vormt die uit het midden van het Provinciale Parlement wordt gekozen. De voorzitter van het parlement is Masizole Mnqasela (DA).
De zetel van het Provinciale Parlement bevindt zich aan de Walestreet nummer 7 in Kaapstad.

## Zetelverdeling

Zetelverdeling na de verkiezingen van 2019

## Lijst van voorzitters
| Naam              | Begin termijn | Einde termijn | Partij |
| ----------------- | ------------- | ------------- | ------ |
| Willem Doman      | 1994          | 2001          | NNP    |
| Lynne Brown       | 2001          | 2004          | ANC    |
| Shaun Byneveldt   | 2004          | 2009          | ANC    |
| Shahid Esau       | 2009          | 2012          | DA     |
| Richard Majola    | 2012          | 2014          | DA     |
| Sharna Fernandez  | 2014          | 2019          | DA     |
| Masizole Mnqasela | 2019          | heden         | DA     |